# San Vicente de Alcántara
San Vicente de Alcántara är en kommun i Spanien.   Den ligger i provinsen Provincia de Badajoz och regionen Extremadura, i den västra delen av landet, 300 km väster om huvudstaden Madrid. Antalet invånare är 5 788.